# Râmnicu de Jos
Râmnicu de Jos – wieś w Rumunii, w okręgu Konstanca, w gminie Cogealac. W 2011 roku liczyła 607 mieszkańców.